# Đorđe Gordić
Đorđe Gordić, né le 5 novembre 2004 à Priboj en Serbie, est un footballeur serbe qui joue au poste de milieu de terrain au Debreceni VSC, en prêt du Lommel SK.

## Biographie

### Carrière en club
Né à Priboj en Serbie, Đorđe Gordić est formé par le FK Mladost Lučani. Il joue son premier match en professionnel le 18 mai 2021, lors d'une rencontre de championnat face au Partizan Belgrade. Il est titularisé lors de cette rencontre remportée par son équipe (1-0).
Le 15 décembre 2021, Gordić inscrit son premier but en professionnel lors d'une rencontre de championnat contre le FK Napredak Kruševac. Titulaire, il inscrit le troisième but de son équipe, permettant aux siens de l'emporter (3-2 score final).
Le 3 janvier 2023, Đorđe Gordić rejoint la Belgique afin de s'engager en faveur du Lommel SK. Il signe un contrat courant jusqu'en juin 2027.

### En sélection
Đorđe Gordić représente l'équipe de Serbie des moins 19 ans, participant à la qualification de son équipe pour le championnat d'Europe des moins de 19 ans en 2022. Il est retenu pour participer à ce tournoi organisé en Slovaquie, prenant part à deux matchs dont un comme titulaire. Son équipe est toutefois éliminée dès la phase de groupe avec deux défaites et un nul en trois matchs.
En mars 2022, Đorđe Gordić est appelé pour la première fois avec l'équipe de Serbie espoirs. Le 24 mars 2022, il joue son premier match avec les espoirs face à la Macédoine du Nord. Il entre en jeu lors de cette rencontre remportée par son équipe (2-1 score final),.